# Tahura latidens
Tahura latidens är en insektsart som beskrevs av Dietrich 2004. Tahura latidens ingår i släktet Tahura och familjen dvärgstritar. Inga underarter finns listade i Catalogue of Life.